# 중립 선언
중립 선언(독일어: Neutralitätserklärung)은 오스트리아 의회가 국가를 영구적으로 중립으로 선언한 것이다. 1955년 10월 26일 의회의 헌법적 법률, 즉 오스트리아 헌법의 일부로 제정되었다.
오스트리아 국가 조약에 따른 연방 의회의 결의에 따라 오스트리아는 "자발적으로 영구 중립"을 선언했다. 이 법의 두 번째 조항은 다음과 같이 명시되어 있다. "앞으로 오스트리아는 어떤 군사 동맹에도 가담하지 않을 것이며 자국 영토에 외국 군사 기지를 설립하는 것을 허용하지 않을 것이다."

## 같이 보기
- 핀란드화
- 스웨덴의 중립
- 스위스의 중립